# Abdulkader Dakka
Abdulkader Dakka (arab عبد القادر دكة; ur. 10 stycznia 1985 w Latakii) – syryjski piłkarz, grający na pozycji obrońcy w klubie Tishreen Latakia.

## Kariera klubowa
Abdulkader Dakka rozpoczął swoją zawodową karierę w 2002 roku w klubie Tishreen Latakia. W 2008 krótko występował w Libanie w klubie Al-Ansar Bejrut. Od 2008 roku jest zawodnikiem Al-Ittihad Aleppo. Z Al-Ittihad zdobył Puchar AFC w 2010 i Puchar Syrii w 2011. Następnie grał w Shanghai Shenhua, ponownie Al-Ittihad, Al-Shorta, Al-Wahda i ponownie Al-Ittihad. W 2017 wrócił do Tishreen.

## Kariera reprezentacyjna
W reprezentacji Syrii Dakka zadebiutował w 2005 roku. W 2007 i 2008 roku uczestniczył w eliminacjach Mistrzostw Świata 2010. W 2011 został powołany na Puchar Azji. W reprezentacji rozegrał 31 spotkań.